# Anglo American
Anglo American este o corporație globală din domeniul minier cu sediul în Londra, ce este listată pe London Stock Exchange.
Este cea de-a patra companie minieră la nivel mondial, deținând mine de platină, fier, cupru și diamante.